# 大阪日野自動車
大阪日野自動車株式会社（おおさか ひの じどうしゃ）とは大阪府大阪市西淀川区に本社を置く日野自動車のトラック・バスのディーラーである。

## 沿革
- 1948年
  - 1月8日 - 日野トレーラー自動車販売設立。
  - 8月 - 社名を近畿日野トレーラー販売に変更。
  - 10月 - 社名を近畿日野ヂーゼル自動車に変更。
- 1967年1月 - 社名を大阪日野自動車に変更。
- 1969年10月 - 本社が現在地に移転。

## 拠点
- 本社・特販部・中央支店
  - 大阪市西淀川区千舟1-4-45
- 北摂支店
  - 摂津市鳥飼新町1-21-15
- 臨海支店
  - 泉大津市臨海町1-7
- 東大阪支店
  - 東大阪市荒本1-4-3
- 南大阪支店
  - 松原市岡6-2-23
- 住之江支店
  - 大阪市住之江区平林北1-2-100
- 交野新車センター
  - 交野市星田北5-50-1